# Kiseki
I Wish (奇跡, Kiseki, lit. Miracle) és una pel·lícula japonesa de 2011 editada, escrita i dirigida per Hirokazu Koreeda. Aquesta pel·lícula és protagonitzada per germans de la vida real Koki Maeda i Oshiro Maeda, juntament amb l'actriu veterana Kirin Kiki i l'actor Joe Odagiri.
I Wish narra la història de dos germans joves que es van separar i van haver de viure en diferents ciutats -un amb el seu pare, un altre amb la seva mare i els seus pares- i somien retrobar-se.

## Repartiment
- Kohki Maeda com a Kohichi Ohsako, el germà gran
- Ohshiro Maeda com a Ryunosuke Kinami, el germà petit
- Nene Otsuka com a Nozomi Ohsako
- Joe Odagiri i Kenji Kinami
- Ryoga Hayashi com a Yu Fukumoto
- Hosinosuke Nagayosi com a Shin Ohta
- Kyara Uchida com a Megumi Ariyoshi
- Kanna Hashimoto com a Kanna Hayami
- Yuna Taira com a Yuna Taira
- Rento Isobe com a Rento Isobe
- Yui Natsukawa com a Kyouko Ariyoshi
- Hiroshi Abe com a Mamoru Sakagami, un professor
- Masami Nagasawa com a Sachi Mitsumura, un professor
- Yoshio Harada com a Wataru Yamamoto
- Kirin Kiki com a Hideko Ohsako
- Isao Hashizume com a Shukichi Ohsako

## Producció
Hirokazu Koreeda va començar amb la premissa bàsica de la pel·lícula, però no va escriure el guió fins després de l'elecció dels actors infantils principals, de manera que pogués "treure més idees d'ells". Film Business Asia va informar l'octubre de 2010 que la producció havia començat.

## Estrena
La pel·lícula es va estrenar al Japó l'11 de juny de 2011.

## Resposta crítica
A l'agregador de ressenyes Rotten Tomatoes, la pel·lícula té una puntuació d'aprovació del 93%, basada en 75 crítiques, amb una puntuació mitjana de 8,01 / 10. El consens crític del lloc diu: "El·líptic i de ritme deliberat però absorbent constantment, I Wish presenta un retrat seductor de la infància que fonamenta la seva brillantor dolçament nostàlgica amb personatges ben arrodonits i atenció als detalls". A Metacritic, la pel·lícula té una puntuació mitjana de 80 sobre 100, basada en 22 crítics, que indica "crítiques generalment favorables".